# Маркус Міллер
Вільям Генрі Маркус Міллер молодший (англ. William Henry Marcus Miller Jr.; нар. 14 червня 1959) — американський джазовий композитор, продюсер та мультиінструменталіст, найбільше знаний як бас-гітарист.
Впродовж своєї кар'єри Міллер працював із багатьма видатними виконавцями: трубачем Майлсом Девісом, піаністом Гербі Генкоком, співаком Лютером Вандроссом, із саксофоністами Девідом Санборном, Гровером Вашингтоном Молодшим, водночас успішно підтримуючи сольну кар'єру.
Міллер створив музику і численні саундтреки до фільмів і телевізійних серіалів, загалом взявши участь у створенні понад 200 кіно- і телепроєктів.

## Життя та кар'єра

### Ранні роки
Маркус Міллер народився 1959 року в Брукліні, Нью-Йорк, США, в родині інспектора нью-йоркського метрополітену Вільяма Міллера (англ. William Miller) та медичної сестри Берніс Міллер.
Батько Маркуса був також церковним органістом і керівником хору, а дід — єпископом маленької африканської єпископальної церкви в Брукліні. Після служби вся родина спускалася у підвал церкви, співала та музицировала. Музикантами були батькові кузени, один з яких, Вінтон Келлі, видатний джазовий піаніст.
З восьми років Маркус вчився грати на блокфлейті, 1969 року разом з батьками перебрався до Квінза, району Джамейка, і у тамтешній школі навчався грі на кларнеті. Проте ані кларнет, ані (згодом) саксофон не дозволяли грати у гурті R&B. У 12 років Маркус вперше спробував бас-гітару і, за його власними словами, закохався в неї.
Два роки по тому Міллер вступив до Вищої школи музики та мистецтва в Нью-Йорку, де потоваришував з барабанщиком Кенні Вашингтоном і вперше познайомився з джазом. У Вищій школі він спеціалізувався на кларнеті, а також відвідував заняття з теорії музики, композиції і грав у шкільному симфонічному оркестрі.
Одночасно Маркус самостійно вчився грі на бас-гітарі, наслідуючи техніку гри Ларрі Грема, під значним впливом басистів Стенлі Кларка, Ентоні Джексона, Жако Пасторіуса, і незабаром досяг професійного рівня. За короткий час Маркус Міллер вже мав ім'я серед нью-йоркської джазової спільноти, грав на бас-гітарі у клубах, 1976 року брав участь у студійних записах джазового флейтіста Боббі Хамфрі і написав для нього свої перші композиції. Чотири роки (1975 —1979) Міллер відвідував Куінз Колледж (англ. Queens College), але покинув навчання несумісне з професійною діяльністю музиканта-виконавця.

### Професійна кар'єра

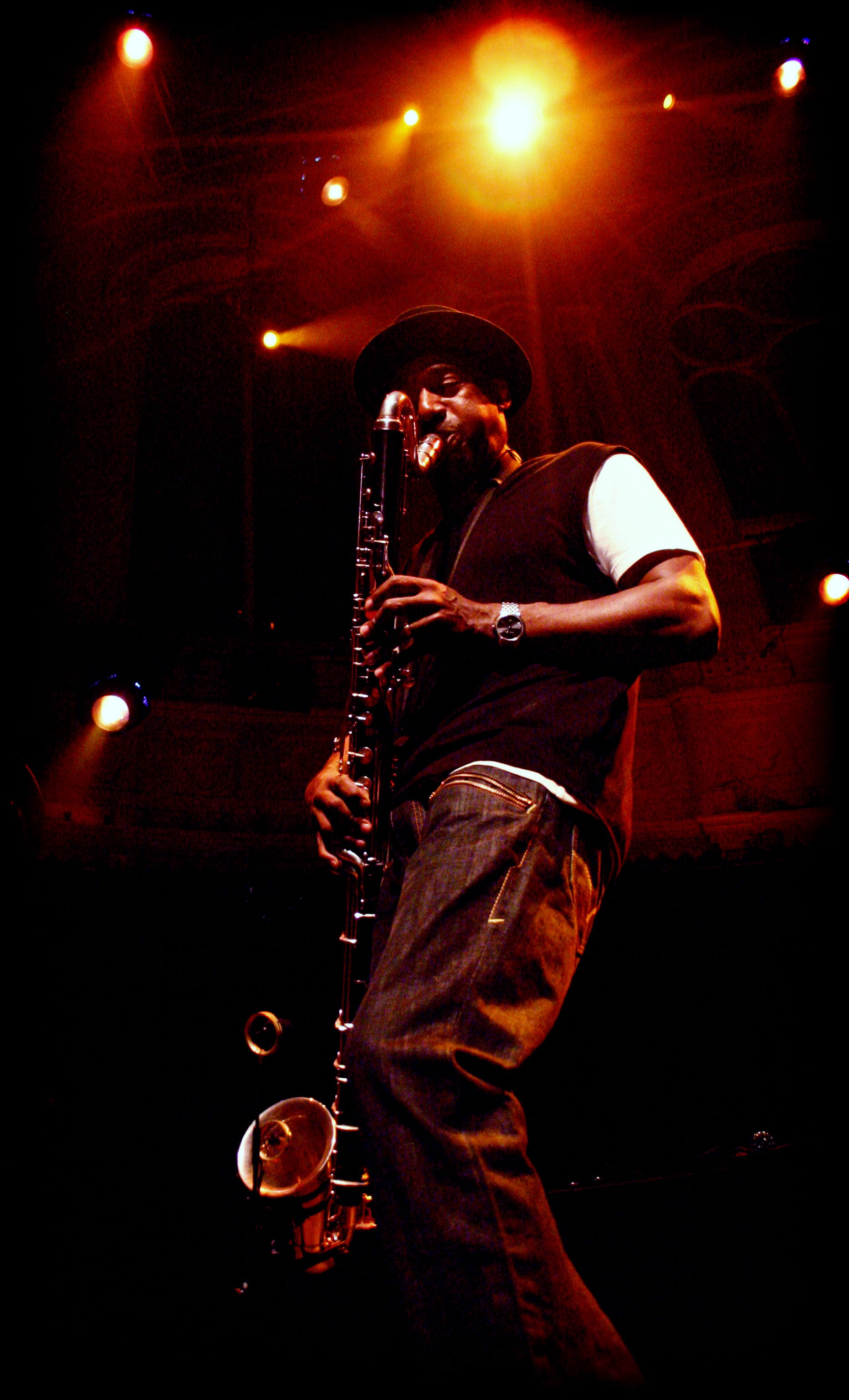
Виступ Міллера в клубі Парадізо. Амстердам, 2007

На початку кар'єри Маркус, що багато грав як сайдмен та сесійний виконавець, три роки поспіль отримував нагороду Most Valuable Player Національної академії мистецтва і науки звукозапису США, призначенної для визнання студійних музикантів, і врешті отримав статус «Заслужений виконавець» (англ. Player Emeritus).
У 1978—1979 роках Міллер входив до складу музичного гурту американського телевізійного шоу Saturday Night Live на каналі NBC. В цей час він знайомиться з співзнасновником шоу, саксофоністом Девідом Санборном. 1980 року був записаний відомий альбом Санборна Voyeur. Маркус Міллер взяв участь у його створенні як композитор, бас-гітарист та мултиінструменталіст. Йому належить авторство трьох композицій альбому, зокрема All I Need is You, за виконання якої Санборн отримав Греммі Best R&B Instrumental Performance 1981 року.
Перші сольні R&B альбоми Міллера Suddenly (1983) та Marcus Miller (1984) були записані на студії Warner Bros..
Після кількох років гастролей в гурті Майлза Девіса на початку 80-х років, між Міллером і Девісом склалися тісні професійні та особисті стосунки, що призвело до творчої співпраці над відомими альбомами Майлза Девіса: The Man with the Horn (1981), Star People (1983), Tutu (1986), Music from Siesta (1987), Amandla (1989). Якщо в перших альбомах Міллер був тільки виконавцем, під час створення трьох останніх він став продюсером і аранжувальником.
В зірковому для Міллера альбомі Tutu він виступає в ролі аранжувальника, виконавця-басиста та мультиінструменталіста, продюсера, композитора (з восьми композицій альбому Міллеру належить авторство у п'ятьох). Tutu став визначним джазовим альбомом 80-х років, Майлз отримав «Греммі» як Кращий джазовий інструментальний виконавець. Попри суперечливі відгуки критики щодо альбому, вклад Маркуса Міллера без сумнівів охарактеризовано як блискучий. Сам Міллер з цього приводу відзначав:
|  | Я зробив усе разом з Майлзом, і ніколи б не зробив цю музику, якби це не було для нього. Я маю на увазі, до кого ще я міг би піти з цими гармоніями або такими ритмами? |

1981 року Міллер як бас-гітарист вперше взяв участь у записі альбому видатного соул-виконавця Лютера Вандросса. Від того часу він близько двадцяти років поспіль незмінно присутній у творчості Вандросса, починаючи з альбомів The Night I Fell in Love (1985), Give Me the Reason (1986), Any Love (1988) Міллер виступає не просто виконавцем, а продюсером, співавтором, бас-гітаристом і мультиінструменталістом. Створена Вандроссом, Маркусом Міллером і Тедді Ванном композиція Power Of Love/Love Power з альбому Power of Love (1991) отримала Греммі як найкраща R&B пісня 1991 року.

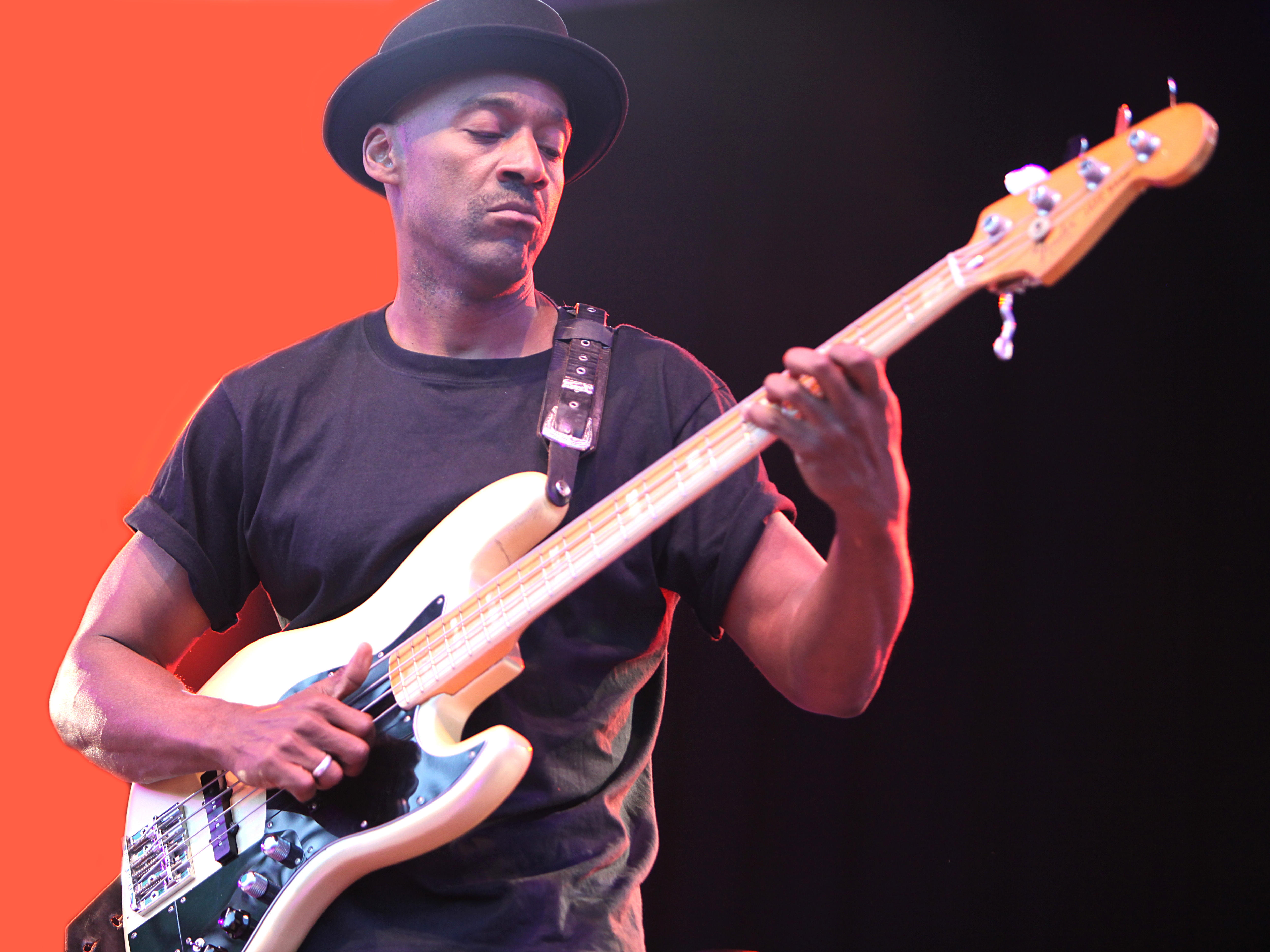
Маркус Міллер на Стокгольмському джазовому фестивалі. 2009

1987 року Міллер, разом з барабанщиком Ленні Уайтом та вокалістом Марком Стівенсом, взяв участь у створенні альбому The Jamaica Boys. Ця робота досить прохолодно сприйнята слухачами і критиками. Наступні два сольних альбоми Міллера The Sun Do not Lie (1993) і Tales (1995), мали більш схвальну реакцію. 
Між 1988 та 1990 роками Міллер був музичним директором музичного джазового шоу Недільна ніч (англ. Sunday Night) та штатним бас-гітаристом гурту Sunday Night Band на каналі NBC.
Після успішного Live & More (1998), Міллер випустив альбом M2 (M-Squared) і 2001 року виграв свою другу «Греммі» за Кращий альбом сучасного джазу.
Високу оцінку слухачів отримали також його альбоми Silver Rain (2005), Marcus (2008), Renaissance (2012), Afrodeezia (2015), Laid Black (2018) 

## Нагороди і визнання
- 1991 Grammy Award в категорії Найкраща R&B пісня Power Of Love/Love Power (Лютер Вандросс, Маркус Міллер та Тедді Ванн)
- 2001 Grammy Award в категорії Найкращий альбом сучасного джазу M2
- 2010 «Перемоги джазу» (фр. Victoires du jazz), щорічна джазова премія Франції
- 2013 «Edison Music Award» за життєві досягнення в джазі
- 2013 Нагорода «Soul & Jazz Icon Award» громадського радіомовлення Нідерландів NPO Radio 6[12]
- 2013 Міллер призначений ЮНЕСКО артистом заради миру і представником проекту The Slave Route Project.[13]
- 2010 Найкращий електричний басист на думку читачів Jazz Times[14]
- 2011 Найкращий електричний басист на думку читачів Down Beat[15]
- 2012 Найкращий електричний басист на думку критиків Jazz Times[16]
- 2016 Найкращий електричний басист на думку читачів[17] та критиків[18] Down Beat

## Виступи в Україні
15 листопада 2007 року Маркус Міллер дав прес-конференцію і концерт у Жовтневому палаці за програмою фестивалю Do#Dж 2007.
28 липня 2008 року разом з Фредерико Пена (клавішні) та Алексом Ганом (саксофон) Міллер виступив у Києві
2 листопада 2013 року Міллер знов виступав у київському Міжнародному центрі культури і мистецтв
1 липня 2018 року Маркус Міллер виступив на сцені ім. Едді Рознера VIII міжнародного джазового фестивалю Leopolis Jazz Fest разом з Алексом Ганом (саксофон), Расселом Ганном (труба), Бреттом Вільямсом (клавішні) та Алексом Бейлі (барабани).

## Інструменти та обладнання
Міллер має значну колекцію 4-, 5-, 6-струнних електричних, а також безладових і акустичних бас-гітар. Довгий час він користувався переважно Fender Jazz Bass 1977 року, модифікованою Роджером Садовськи з попереднім підсилювачем фірми Bartolini та мостом Badass, тією самою бас-гітарою, з якою записувався з Майлзом Девісом на початку 80-х. Зараз використовує резервні копії з тієї ж епохи, модифіковані так само, як і оригінал.
Є в колекції Маркуса Міллера 5-струнний безладовий бас роботи Вадима Медвідя, українського майстра, який зараз працює в США
З 2015 року компанія Dunlop розпочала випуск басових струн Marcus Miller Super Bright, ендорсером яких є Маркус. Того ж року Маркус розпочав рекламувати гітари Sire.

## Фільмографія
Окрім студійних записів та гастрольної діяльності, Міллер відомий, як кінокомпозитор і музикант. Він написав музику і численні саундтреки до фільмів і телевізійних серіалів, загалом взяв участь у створенні понад 200 кіно- і телепроєктів.
| - 1990: Вечірка - 1992: Бумеранг - 1994: Через край - 1994: Зниклі мільйони - 1996: Великий білий гайп - 1997: Шостий гравець - 2000: Дамський підлесник - 2001: Брати - 2001: Гра для двох | - 2002: Шахраї - 2003: Позбав нас від Єви - 2003: Голова держави - 2004: Порушення всіх правил - 2005: Викуп Кінга - 2006: Збережи останній танок 2 - 2007: Здається, я кохаю дружину - 2007: Це Різдво - 2008: Грім | - 2008: Перша неділя - 2009: Добре волосся - 2009: Одержимість - 2012: Думай як чоловік - 2014: Про останню ніч - 2017: Маршалл |

## Дискографія
Міллер має величезну дискографію та постійно гастролює світом. Нижче зазначена лише невелика частка його робіт.
| Як лідер - 1983: Suddenly - 1984: Marcus Miller - 1993: The Sun Don't Lie - 1995: Tales - 1998: Live & More - 2000: Best of '82-'96 - 2001: M² - 2002: The Ozell Tapes - 2005: Silver Rain - 2006: Power — Essential of Marcus - 2006: Another Side of Me - 2007: Free - 2008: Marcus - 2008: Panther — Live - 2008: Thunder з гуртом SMV - 2008: The Other Tapes - 2010: A Night in Monte Carlo — Live 2009 - 2011: Tutu Revisited — Live 2010 - 2012: Renaissance - 2012: Live in Lugano — July 2008 - 2015: Afrodeezia - 2018: Laid Black | Як сесійний музикант з Гровером Вашингтоном молодшим - 1980: Winelight - 1981: Come Morning - 1982: The Best Is Yet to Come - 1984: Inside Moves з Лютером Вандроссом - 1981: Never Too Much - 1983: Busy Body - 1985: The Night I Fell in Love - 1985: 'Til My Baby Comes Home - 1985: It's Over Now - 1986: I Really Didn't Mean It - 1986: Give Me the Reason - 1987: Stop to Love - 1987: See Me - 1988: Luther in Love - 1988: Any Love - 1988: She Won't Talk to Me - 1989: The Best of Love - 1989: Come Back - 1991: The Rush - 1991: Power of Love - 1993: Never Let Me Go - 1993: Heaven Knows - 1995: This Is Christmas - 1996: Your Secret Love - 1996: I Can Make It Better - 1998: I Know - 2001: Luther Vandross - 2003: Dance with My Father - 2007: Love, Luther з Жаном-Мішелем Жарром - 1984: Zoolook | з Діззі Гіллеспі - 1984: Closer to the Source]] з Девідом Санборном - 1980: Hideaway - 1981: Voyeur - 1981: As We Speak - 1982: Backstreet - 1984: Straight to the Heart - 1986: Double Vision (з Бобом Джеймсом) - 1987: Change of Heart - 1988: Close-Up - 1991: Another Hand - 1992: Upfront - 1994: Hearsay - 1995: Pearls - 1995: Lovesongs - 1996: Songs from the Night Before - 1999: Inside з Майлзом Девісом - 1981: The Man with the Horn - 1982: We Want Miles - 1983: Star People - 1986: Tutu - 1987: Music From Siesta - 1989: Amandla - 2002: The Complete Miles Davis at Montreux з Селою Сью - 2018: Que sera sera з Jamaica Boys - 1987: The Jamaica Boys - 1989: The Jamaica Boys II: J. Boys |